# التإبية (إب)

تعديل مصدري - تعديل

التابية محلة تابعة لقرية المنجية، التابعة لعزلة الحوج القبلي بمديرية إب إحدى مديريات محافظة إب في الجمهورية اليمنية.، بلغ تعداد سكانها 122 حسب تعداد اليمن لعام 2004.